# Иодай
Иодай (ивр. יְהוֹיָדָע‎ «Бог печётся о нём», «пусть Иегова узнает», «Яхве знал, проявил заботу» Йехояда) — первосвященник, оказавший важные услуги государству и религии в Иудейском царстве при Иосафате, Иораме, Охозии и Иоасе.
Особенно важные услуги он оказал Иоасе, которого спас в малолетстве от ярости Гофолии, воспитал при Иерусалимском храме и возвёл на престол. До совершеннолетия царя был регентом. Под влиянием Иодая происходили все реформы в государственной и религиозной жизни того времени; но с его смертью рушились и все добрые начинания.
Согласно библии, Иодай умер в возрасте 130 лет и погребён в царской усыпальнице (4Цар. 11, 12).
Несмотря на то, что энциклопедия Брокгауза и Ефрона называет Иодая «первосвященником», по Библии он известен только как священник. Иосиф Флавий также не упоминает Иодая в списке первосвященников (Иудейские древности 10: 151—153).